# UGS NX
NX（エヌエックス）は、Siemens PLM Software（シーメンス参照）が開発するWindows専用のデジタルエンジニアリングソフトウェアで3次元CAD/CAM/CAEシステムである。旧バージョンではmacOS/UNIX/Linux版も提供されていた。

## 概要
NXは従来NX Unigraphics、古くはUGなどと呼ばれたハイエンドCAD/CAM/CAEのソフトウェア パッケージである。開発元の名称は買収により変遷する。古くはUnigraphics、EDS、2007年以降はSiemens PLM Software。
2001年、当時4大ハイエンドCADと呼ばれたCATIA V4、I-deas、Pro/ENGINEER、Unigraphicsのうち、Unigraphicsの開発元である米Unigraphics Solutions社(現Siemens PLM Software)が、I-deasの開発元である米SDRC社を買収したことをきっかけに、統合版として生まれたのがNXである。
当時のハイエンド3次元CAD同士の統合版CAD/CAM/CAEツールとあってその構成パッケージ群は非常に幅広い。統合はUnigraphicsをベースにI-deasの特にCAEの機能をUnigraphics側に実装する形で実施された。
工業デザイン(CAID)から設計(CAD)・解析(CAE)・製造(CAM)、さらには検査(CMM)といった、製品開発エンジニアリング工程の全ての機能を網羅しているのが特徴で、機能間でデータ交換が不要な統合システムである。
カーネルは同社開発のParasolid。履歴ベースのCADでありながら履歴を必要せず形状変更が可能なダイレクトモデリング（機能名：シンクロナスモデリング）機能など、独特の機能で設計・モデリングの自由度が非常に高い。
また3次元ビューアとの統合により従来のCADの枠を超えた大規模アセンブリ機能を備える。
……Unigraphics V18 → Unigraphics/NX → Unigraphics/NX 2 → NX 3 → NX12 → NX1847 とバージョンアップされ、最新バージョンはNX 2212。
NX 6からは履歴をもたないソリッドデータを編集可能なシンクロナステクノロジーをSolid Edge STと同様に採り入れられた。
拡張子は.prt。またカーネルがparasolidであるため.x_t,.x_bとの高い互換性をもつ。

## 機能（CAD）
NXはヒストリCADである。
ヒストリCAD機能の例として、スケッチ機能がある。これによりモデルヒストリのある線を描くことができる。スケッチをベースにモデリングをしてゆき寸法変更があった場合には、スケッチを編集することですべての動作を遡り編集することが可能である。また、どのような点、線、サーフェス、ソリッドもパラメータを削除することができる。
シンクロナスモデリングによって編集したヒストリも残り、随時 その時点まで遡り編集できる。
ブーリアンの差は非常に柔軟で、サーフェス-サーフェスでサーフェスの分割、ソリッド-サーフェスでソリッドをサーフェスで分割できる。曲面での分割が容易に行える。
OpenGLを用いたハードウェアアクセラレーション機能を利用したい場合は、AMDまたはNVIDIAから発売されている法人向けGPUを搭載したグラフィックスカードが必要である。推奨品以外のGPUを使用した場合は、強制的にソフトウェアレンダリングに切り替わり、パフォーマンスが大幅に低下するため、事前にグラフィックスカードの換装が必要となる場合がある。

## 主な採用メーカー
- ゼネラルモーターズ(GM)
- 日産自動車
- いすゞ自動車
- クライスラー
- スズキ
- マツダ
- ダイムラー・ベンツ
- フィアット
- アストンマーティン
- ロールス・ロイス
- デンソー
- ゼネラル・エレクトリック(GE)
- Apple
- キヤノン
- パナソニック
- ダイソン
- ボーイング
- キャロウェイゴルフ
- テーラーメイド